# یواس‌اس پیوت (ای‌ام-۲۷۶)
یواس‌اس پیوت (ای‌ام-۲۷۶) (به انگلیسی: USS Pivot (AM-276)) یک کشتی بود که طول آن ۱۸۴ فوت ۶ اینچ (۵۶٫۲۴ متر) بود. این کشتی در سال ۱۹۴۳ ساخته شد.